# Graduate Studies in Mathematics
Graduate Studies in Mathematics (GSM) es una serie de libros de texto para graduados universitarios en matemáticas publicados por la American Mathematical Society (AMS). Estos libros tratan acerca de diferentes teorías, con autores notables de las matemáticas, como por ejemplo Ethan Arkin, Martin Schechter, y Terence Tao. Los libros en esta serie están publicados en formato de encuadernación de tapa dura o en formato digital, sólo en idioma inglés. Esta serie de libros tiene el código ISSN 1065-7338.

## Libros
| Vol. | Título original | Título traducido | Autor/Autores | Año, Edición       | ISBN                   |
| ---- | --- | --- | --- | ------------------ | ---------------------- |
| 1    | The General Topology of Dynamical Systems | Topología General de Sistemas Dinámicos | Ethan Akin | 1993               | ISBN 978-0-8218-4932-3 |
| 2    | Combinatorial Rigidity | Rigidez Combinatorial | Jack Graver, Brigitte Servatius, Herman Servatius                                                                | 1993               | ISBN 978-0-8218-3801-3 |
| 3    | An Introduction to Gröbner Bases | Una introducción a las Bases de Gröbner | William W. Adams, Philippe Loustaunau                                                                            | 1994               | ISBN 978-0-8218-3804-4 |
| 4    | The Integrals of Lebesgue, Denjoy, Perron, and Henstock | Integrales de Lebesgue, Denjoy, Perron, y Henstock | Russell A. Gordon                                                                                                | 1994               | ISBN 978-0-8218-3805-1 |
| 5    | Algebraic Curves and Riemann Surfaces | Curvas Algebraicas y Superficies de Riemann | Rick Miranda | 1995               | ISBN 978-0-8218-0268-7 |
| 6    | Lectures on Quantum Groups | Notas sobre Grupos Cuánticos | Jens Carsten Jantzen                                                                                             | 1996               | ISBN 978-0-8218-0478-0 |
| 7    | Algebraic Number Fields | Campos de Números Algebraicos | Gerald J. Janusz                                                                                                 | 1996, 2.ª ed.      | ISBN 978-0-8218-0429-2 |
| 8    | Discovering Modern Set Theory. I: The Basics | Descubriendo la Teoría de Conjuntos Moderna. I: Lo Básico | Winfried Just, Martin Weese                                                                                      | 1996               | ISBN 978-0-8218-0266-3 |
| 9    | An Invitation to Arithmetic Geometry | Una Invitación a la Geometría Aritmética | Dino Lorenzini                                                                                                   | 1996               | ISBN 978-0-8218-0267-0 |
| 10   | Representations of Finite and Compact Groups | Representaciones de Grupos Finitos y Compactos | Barry Simon | 1996               | ISBN 978-0-8218-0453-7 |
| 11   | Enveloping Algebras | Álgebras Envolventes | Jacques Dixmier                                                                                                  | 1996               | ISBN 978-0-8218-0560-2 |
| 12   | Lectures on Elliptic and Parabolic Equations in Hölder Spaces | Notas sobre Ecuaciones Parabólicas y Elípticas en Espacios de Hölder | N. V. Krylov | 1996               | ISBN 978-0-8218-0569-5 |
| 13   | The Ergodic Theory of Discrete Sample Paths | Teoría Ergódica de Caminos de Muestras Discretas | Paul C. Shields                                                                                                  | 1996               | ISBN 978-0-8218-0477-3 |
| 14   | Analysis | Análisis | Elliott H. Lieb, Michael Loss                                                                                    | 2001, 2.ª ed.      | ISBN 978-0-8218-2783-3 |
| 15   | Fundamentals of the Theory of Operator Algebras. Volume I: Elementary Theory                                                                                                | Fundamentos de la Teoría del Álgebra de Operadores. Volumen I: Teoría Elemental. | Richard V. Kadison, John R. Ringrose                                                                             | 1997               | ISBN 978-0-8218-0819-1 |
| 16   | Fundamentals of the Theory of Operator Algebras. Volume II: Advanced Theory                                                                                                 | Fundamentos de la Teoría del Álgebra de Operadores. Volumen II: Teoría Avanzada | Richard V. Kadison, John R. Ringrose                                                                             | 1997               | ISBN 978-0-8218-0820-7 |
| 17   | Topics in Classical Automorphic Forms | Tópicos en Formas Automórficas Clásicas | Henryk Iwaniec                                                                                                   | 1997               | ISBN 978-0-8218-0777-4 |
| 18   | Discovering Modern Set Theory. II: Set-Theoretic Tools for Every Mathematician                                                                                              | Descubriendo la Teoría de Conjuntos Moderna. II: Herramientas Teóricas de Conjuntos para Todo Matemático                                                                                    | Winfried Just, Martin Weese                                                                                      | 1997               | ISBN 978-0-8218-0528-2 |
| 19   | Partial Differential Equations | Ecuaciones Diferenciales en Derivadas Parciales | Lawrence C. Evans                                                                                                | 2010, 2.ª ed.      | ISBN 978-0-8218-4974-3 |
| 20   | 4-Manifolds and Kirby Calculus | 4-Variedades y Cálculo de Kirby | Robert E. Gompf, András I. Stipsicz                                                                              | 1999               | ISBN 978-0-8218-0994-5 |
| 21   | A Course in Operator Theory | Curso en Teoría de Operadores | John B. Conway                                                                                                   | 2000               | ISBN 978-0-8218-2065-0 |
| 22   | Growth of Algebras and Gelfand-Kirillov Dimension | Crecimiento de Álgebras y Dimensión de Gelfand-Kirilov | Günter R. Krause, Thomas H. Lenagan                                                                              | 2000,ed. revisada. | ISBN 978-0-8218-0859-7 |
| 23   | Foliations I | Foliaciones I | Alberto Candel, Lawrence Conlon                                                                                  | 2000               | ISBN 978-0-8218-0809-2 |
| 24   | Number Theory: Algebraic Numbers and Functions | Teoría de Números: Funciones y Números Algebraicos | Helmut Koch | 2000               | ISBN 978-0-8218-2054-4 |
| 25   | Dirac Operators in Riemannian Geometry | Operadores de Dirac en la Geometría de Riemann | Thomas Friedrich                                                                                                 | 2000               | ISBN 978-0-8218-2055-1 |
| 26   | An Introduction to Symplectic Geometry | Introducción a la Geometría Simpléctica | Rolf Berndt | 2001               | ISBN 978-0-8218-2056-8 |
| 27   | A Course in Differential Geometry | Curso en Geometría Diferencial | Thierry Aubin | 2001               | ISBN 978-0-8218-2709-3 |
| 28   | Notes on Seiberg-Witten Theory | Notas sobre la Teoría de Seiberg-Witten | Liviu I. Nicolaescu                                                                                              | 2000               | ISBN 978-0-8218-2145-9 |
| 29   | Fourier Analysis | Análisis de Fourier | Javier Duoandikoetxea                                                                                            | 2001               | ISBN 978-0-8218-2172-5 |
| 30   | Noncommutative Noetherian Rings | Anillos de Noetherian No Conmutativos | J. C. McConnell, J. C. Robson                                                                                    | 1987               | ISBN 978-0-8218-2169-5 |
| 31   | Option Pricing and Portfolio Optimization: Modern Methods of Financial Mathematics                                                                                          | Valoración de Opciones y Optimización de Carteras: Métodos Modernos de Matemáticas Financieras                                                                                              | Ralf Korn, Elke Korn                                                                                             | 2001               | ISBN 978-0-8218-2123-7 |
| 32   | A Modern Theory of Integration | Teoría Moderna de Integración | Robert G. Bartle                                                                                                 | 2001               | ISBN 978-0-8218-0845-0 |
| 33   | A Course in Metric Geometry | Curso en Geometría Métrica | Dmitri Burago, Yuri Burago, Sergei Ivanov                                                                        | 2001               | ISBN 978-0-8218-2129-9 |
| 34   | Differential Geometry, Lie Groups, and Symmetric Spaces | Geometría Diferencial, Grupos de Lie, y Espacios Simétricos | Sigurdur Helgason                                                                                                | 2001               | ISBN 978-0-8218-2848-9 |
| 35   | Lecture Notes in Algebraic Topology | Notas en Topología Algebraica | James F. Davis, Paul Kirk                                                                                        | 2001               | ISBN 978-0-8218-2160-2 |
| 36   | Principles of Functional Analysis | Principios de Análisis Funcional | Martin Schechter                                                                                                 | 2002, 2.ª ed.      | ISBN 978-0-8218-2895-3 |
| 37   | Theta Constants, Riemann Surfaces and the Modular Group: An Introduction with Applications to Uniformization Theorems, Partition Identities and Combinatorial Number Theory | Constantes Theta, Superficies de Riemann y Grupos Modulares: Una Introducción con Aplicaciones a los Teoremas de Uniformización, Identidades de Partición y Teoría de Números Combinatorios | Hershel M. Farkas, Irwin Kra                                                                                     | 2001               | ISBN 978-0-8218-1392-8 |
| 38   | Stochastic Analysis on Manifolds | Análisis Estocástico en Variedades | Elton P. Hsu | 2002               | ISBN 978-0-8218-0802-3 |
| 39   | Classical Groups and Geometric Algebra | Grupos Clásicos y Álgebra Geométrica | Larry C. Grove                                                                                                   | 2002               | ISBN 978-0-8218-2019-3 |
| 40   | Function Theory of One Complex Variable | Teoría de Funciones de Una Variable Compleja | Robert E. Greene, Steven G. Krantz                                                                               | 2006, 3ª ed.       | ISBN 978-0-8218-3962-1 |
| 41   | Introduction to the Theory of Differential Inclusions | Introducción a la Teoría de Inclusiones Diferenciales | Georgi V. Smirnov                                                                                                | 2002               | ISBN 978-0-8218-2977-6 |
| 42   | Introduction to Quantum Groups and Crystal Bases | Introducción a Grupos Cuánticos y Bases Crystal | Jin Hong, Seok-Jin Kang                                                                                          | 2002               | ISBN 978-0-8218-2874-8 |
| 43   | Introduction to the Theory of Random Processes | Introducción a la Teoría de Procesos Aleatorios | N. V. Krylov | 2002               | ISBN 978-0-8218-2985-1 |
| 44   | Pick Interpolation and Hilbert Function Spaces | Interpolación de Pick y los Espacios de la Función de Hilbert | Jim Agler, John E. McCarthy                                                                                      | 2002               | ISBN 978-0-8218-2898-4 |
| 45   | An Introduction to Measure and Integration | Introducción a la Medida y la Integración | Inder K. Rana | 2002, 2.ª ed.      | ISBN 978-0-8218-2974-5 |
| 46   | Several Complex Variables with Connections to Algebraic Geometry and Lie Groups                                                                                             | Varias Variables Complejas con Conexiones en la Geometría Algebraica y los Grupos de Lie | Joseph L. Taylor                                                                                                 | 2002               | ISBN 978-0-8218-3178-6 |
| 47   | Classical and Quantum Computation | Computación Clásica y Cuántica | A. Yu. Kitaev, A. H. Shen, M. N. Vyalyi                                                                          | 2002               | ISBN 978-0-8218-3229-5 |
| 48   | Introduction to the h-Principle | Introducción al Principio-h | Y. Eliashberg, N. Mishachev                                                                                      | 2002               | ISBN 978-0-8218-3227-1 |
| 49   | Secondary Cohomology Operations | Operaciones de Cohomología Secundarias | John R. Harper                                                                                                   | 2002               | ISBN 978-0-8218-3270-7 |
| 50   | An Invitation to Operator Theory | Invitación a la Teoría de Operadores | Y. A. Abramovich, C. D. Aliprantis                                                                               | 2002               | ISBN 978-0-8218-2146-6 |
| 51   | Problems in Operator Theory | Problemas en la Teoría de Operadores | Y. A. Abramovich, C. D. Aliprantis                                                                               | 2002               | ISBN 978-0-8218-2147-3 |
| 52   | Global Analysis: Differential Forms in Analysis, Geometry and Physics | Análisis Global: Formas Diferenciales en Análisis, Geometría y Física | Ilka Agricola, Thomas Friedrich                                                                                  | 2002               | ISBN 978-0-8218-2951-6 |
| 53   | Spectral Methods of Automorphic Forms | Métodos Espectrales de Formas Automórficas | Henryk Iwaniec                                                                                                   | 2002, 2.ª ed.      | ISBN 978-0-8218-3160-1 |
| 54   | A Course in Convexity | Curso de Convexidad | Alexander Barvinok                                                                                               | 2002               | ISBN 978-0-8218-2968-4 |
| 55   | A Scrapbook of Complex Curve Theory | Scrapbook de la Teoría de Curvas Complejas | C. Herbert Clemens                                                                                               | 2003, 2.ª ed.      | ISBN 978-0-8218-3307-0 |
| 56   | A Course in Algebra | Curso de Álgebra | E. B. Vinberg | 2003               | ISBN 978-0-8218-3318-6 |
| 57   | Concise Numerical Mathematics | Matemáticas Numéricas Concisas | Robert Plato | 2003               | ISBN 978-0-8218-2953-0 |
| 58   | Topics in Optimal Transportation | Tópicos en Transporte Óptimo | Cédric Villani                                                                                                   | 2003               | ISBN 978-0-8218-3312-4 |
| 59   | Representation Theory of Finite Groups: Algebra and Arithmetic | Teoría de Representación de Grupos Finitos: Álgebra y Aritmética | Steven H. Weintraub                                                                                              | 2003               | ISBN 978-0-8218-3222-6 |
| 60   | Foliations II | Foliaciones II | Alberto Candel, Lawrence Conlon                                                                                  | 2003               | ISBN 978-0-8218-0881-8 |
| 61   | Cartan for Beginners: Differential Geometry via Moving Frames and Exterior Differential Systems                                                                             | | Thomas A. Ivey, J. M. Landsberg                                                                                  | 2003               | ISBN 978-0-8218-3375-9 |
| 62   | A Companion to Analysis: A Second First and First Second Course in Analysis                                                                                                 | | T. W. Körner | 2004               | ISBN 978-0-8218-3447-3 |
| 63   | Resolution of Singularities | Resolución de Singularidades | Steven Dale Cutkosky                                                                                             | 2004               | ISBN 978-0-8218-3555-5 |
| 64   | Lectures on the Orbit Method | | A. A. Kirillov                                                                                                   | 2004               | ISBN 978-0-8218-3530-2 |
| 65   | Global Calculus | | S. Ramanan | 2005               | ISBN 978-0-8218-3702-3 |
| 66   | Functional Analysis: An Introduction | Análisis Funcional: Una Introducción | Yuli Eidelman, Vitali Milman, Antonis Tsolomitis                                                                 | 2004               | ISBN 978-0-8218-3646-0 |
| 67   | Introduction to Quadratic Forms over Fields | Introducción a las Formas Cuádricas sobre Campos | T.Y. Lam | 2005               | ISBN 978-0-8218-1095-8 |
| 68   | A Geometric Approach to Free Boundary Problems | Una Aproximación Geométrica a los Problemas de Frontera Libre | Luis Caffarelli, Sandro Salsa                                                                                    | 2005               | ISBN 978-0-8218-3784-9 |
| 69   | Curves and Surfaces | Curvas y Superficies | Sebastián Montiel, Antonio Ros                                                                                   | 2009, 2.ª ed.      | ISBN 978-0-8218-4763-3 |
| 70   | Probability Theory in Finance: A Mathematical Guide to the Black-Scholes Formula                                                                                            | | Seán Dineen | 2013, 2.ª ed.      | ISBN 978-0-8218-9490-3 |
| 71   | Modern Geometric Structures and Fields | | S. P. Novikov, I. A. Taimanov                                                                                    | 2006               | ISBN 978-0-8218-3929-4 |
| 72   | Introduction to the Mathematics of Finance | Introducción a las Matemáticas Financieras | Ruth J. Williams                                                                                                 | 2006               | ISBN 978-0-8218-3903-4 |
| 73   | Graduate Algebra: Commutative View | | Louis Halle Rowen                                                                                                | 2006               | ISBN 978-0-8218-0570-1 |
| 74   | Elements of Combinatorial and Differential Topology | Elementos de Topología Diferencial y Combinatoria | V. V. Prasolov                                                                                                   | 2006               | ISBN 978-0-8218-3809-9 |
| 75   | Applied Asymptotic Analysis | | Peter D. Miller                                                                                                  | 2006               | ISBN 978-0-8218-4078-8 |
| 76   | Measure Theory and Integration | Teoría de la Medida e Integración | Michael E. Taylor                                                                                                | 2006               | ISBN 978-0-8218-4180-8 |
| 77   | Hamilton's Ricci Flow | | Bennett Chow, Peng Lu, Lei Ni                                                                                    | 2006               | ISBN 978-0-8218-4231-7 |
| 78   | Linear Algebra in Action | Álgebra Lineal en Acción | Harry Dym | 2013, 2.ª ed.      | ISBN 978-1-4704-0908-1 |
| 79   | Modular Forms, a Computational Approach | | William A. Stein                                                                                                 | 2007               | ISBN 978-0-8218-3960-7 |
| 80   | Probability | Probabilidad | Davar Khoshnevisan                                                                                               | 2007               | ISBN 978-0-8218-4215-7 |
| 81   | Elements of Homology Theory | Elementos de la Teoría de Homología | V. V. Prasolov                                                                                                   | 2007               | ISBN 978-0-8218-3812-9 |
| 82   | Pseudo-differential Operators and the Nash-Moser Theorem | | Serge Alinhac, Patrick Gérard                                                                                    | 2007               | ISBN 978-0-8218-3454-1 |
| 83   | Functions of Several Complex Variables and Their Singularities | Funciones de Varias Variables Complejas y Sus Singularidades | Wolfgang Ebeling                                                                                                 | 2007               | ISBN 978-0-8218-3319-3 |
| 84   | Cones and Duality | Conos y Dualidad | Charalambos D. Aliprantis, Rabee Tourky                                                                          | 2007               | ISBN 978-0-8218-4146-4 |
| 85   | Recurrence and Topology | | John M. Alongi, Gail S. Nelson                                                                                   | 2007               | ISBN 978-0-8218-4234-8 |
| 86   | Lectures on Analytic Differential Equations | Notas sobre Ecuaciones Diferenciales Analíticas | Yulij Ilyashenko, Sergei Yakovenko                                                                               | 2008               | ISBN 978-0-8218-3667-5 |
| 87   | Twenty-Four Hours of Local Cohomology | | Srikanth B. Iyengar, Graham J. Leuschke, Anton Leykin, Claudia Miller, Ezra Miller, Anurag K. Singh, Uli Walther | 2007               | ISBN 978-0-8218-4126-6 |
| 88   | C∗-Algebras and Finite-Dimensional Approximations | | Nathanial P. Brown, Narutaka Ozawa                                                                               | 2008               | ISBN 978-0-8218-4381-9 |
| 89   | A Course on the Web Graph | | Anthony Bonato                                                                                                   | 2008               | ISBN 978-0-8218-4467-0 |
| 90   | Basic Quadratic Forms | Formas Cuádricas Básicas | Larry J. Gerstein                                                                                                | 2008               | ISBN 978-0-8218-4465-6 |
| 91   | Graduate Algebra: Noncommutative View | | Louis Halle Rowen                                                                                                | 2008               | ISBN 978-0-8218-4153-2 |
| 92   | Finite Group Theory | Teoría de Grupos Finitos | I. Martin Isaacs                                                                                                 | 2008               | ISBN 978-0-8218-4344-4 |
| 93   | Topics in Differential Geometry | Tópicos en Geometría Diferencial | Peter W. Michor                                                                                                  | 2008               | ISBN 978-0-8218-2003-2 |
| 94   | Representations of Semisimple Lie Algebras in the BGG Category O | | James E. Humphreys                                                                                               | 2008               | ISBN 978-0-8218-4678-0 |
| 95   | Quantum Mechanics for Mathematicians | Mecánica Cuántica para Matemáticos | Leon A. Takhtajan                                                                                                | 2008               | ISBN 978-0-8218-4630-8 |
| 96   | Lectures on Elliptic and Parabolic Equations in Sobolev Spaces | Notas sobre Ecuaciones Elípticas y Parabólicas en Espacios de Sobolev | N. V. Krylov | 2008               | ISBN 978-0-8218-4684-1 |
| 97   | Complex Made Simple | | David C. Ullrich                                                                                                 | 2008               | ISBN 978-0-8218-4479-3 |
| 98   | Discrete Differential Geometry: Integrable Structure | Geometría Diferencial Discreta: Estructura Integrable | Alexander I. Bobenko, Yuri B. Suris                                                                              | 2008               | ISBN 978-0-8218-4700-8 |
| 99   | Mathematical Methods in Quantum Mechanics: With Applications to Schrödinger Operators                                                                                       | | Gerald Teschl | 2009               | ISBN 978-0-8218-4660-5 |
| 100  | Algebra: A Graduate Course | Álgebra: Un Curso para Graduados | I. Martin Isaacs                                                                                                 | 1994               | ISBN 978-0-8218-4799-2 |
| 101  | A Course in Approximation Theory | Un Curso en la Teoría de Aproximación | Ward Cheney, Will Light                                                                                          | 2000               | ISBN 978-0-8218-4798-5 |
| 102  | Introduction to Fourier Analysis and Wavelets | Introducción al Análisis de Fourier y Wavelets | Mark A. Pinsky                                                                                                   | 2002               | ISBN 978-0-8218-4797-8 |
| 103  | Configurations of Points and Lines | Configuraciones de Puntos y Líneas | Branko Grünbaum                                                                                                  | 2009               | ISBN 978-0-8218-4308-6 |
| 104  | Algebra: Chapter 0 | Álgebra: Capítulo 0 | Paolo Aluffi | 2009               | ISBN 978-0-8218-4781-7 |
| 105  | A First Course in Sobolev Spaces | Curso Inicial de Espacios de Sobolev | Giovanni Leoni                                                                                                   | 2009               | ISBN 978-0-8218-4768-8 |
| 106  | Embeddings in Manifolds | | Robert J. Daverman, Gerard A. Venema                                                                             | 2009               | ISBN 978-0-8218-3697-2 |
| 107  | Manifolds and Differential Geometry | Variedades y Geometría Diferencial | Jeffrey M. Lee                                                                                                   | 2009               | ISBN 978-0-8218-4815-9 |
| 108  | Mapping Degree Theory | | Enrique Outerelo, Jesús M. Ruiz                                                                                  | 2009               | ISBN 978-0-8218-4915-6 |
| 109  | Training Manual on Transport and Fluids | Manual de Entrenamiento sobre Transporte y Fluidos | John C. Neu | 2010               | ISBN 978-0-8218-4083-2 |
| 110  | Differential Algebraic Topology: From Stratifolds to Exotic Spheres | | Matthias Kreck                                                                                                   | 2010               | ISBN 978-0-8218-4898-2 |
| 111  | Ricci Flow and the Sphere Theorem | | Simon Brendle | 2010               | ISBN 978-0-8218-4938-5 |
| 112  | Optimal Control of Partial Differential Equations: Theory, Methods and Applications                                                                                         | Control Óptimo de Ecuaciones Diferenciales en Derivadas Parciales: Teoría, Métodos y Aplicaciones                                                                                           | Fredi Troltzsch                                                                                                  | 2010               | ISBN 978-0-8218-4904-0 |
| 113  | Continuous Time Markov Processes: An Introduction | Procesos de Markov de Tiempo Continuo: Una Introducción | Thomas M. Liggett                                                                                                | 2010               | ISBN 978-0-8218-4949-1 |
| 114  | Advanced Modern Algebra | Álgebra Moderna Avanzada | Joseph J. Rotman                                                                                                 | 2010, 2.ª ed.      | ISBN 978-0-8218-4741-1 |
| 115  | An Introductory Course on Mathematical Game Theory | Curso Introductorio sobre la Teoría Matemática del Juego | Julio González-Díaz, Ignacio García-Jurado, M. Gloria Fiestras-Janeiro                                           | 2010               | ISBN 978-0-8218-5151-7 |
| 116  | Linear Functional Analysis | Análisis Funcional Lineal | Joan Cerdà | 2010               | ISBN 978-0-8218-5115-9 |
| 117  | An Epsilon of Room, I: Real Analysis: pages from year three of a mathematical blog                                                                                          | | Terence Tao | 2010               | ISBN 978-0-8218-5278-1 |
| 118  | Dynamical Systems and Population Persistence | | Hal L. Smith, Horst R. Thieme                                                                                    | 2011               | ISBN 978-0-8218-4945-3 |
| 119  | Mathematical Statistics: Asymptotic Minimax Theory | | Alexander Korostelev, Olga Korosteleva                                                                           | 2011               | ISBN 978-0-8218-5283-5 |
| 120  | A Basic Course in Partial Differential Equations | Curso Básico de Ecuaciones Diferenciales en Derivadas Parciales | Qing Han | 2011               | ISBN 978-0-8218-5255-2 |
| 121  | A Course in Minimal Surfaces | | Tobias Holck Colding, William P. Minicozzi II                                                                    | 2011               | ISBN 978-0-8218-5323-8 |
| 122  | Algebraic Groups and Differential Galois Theory | Grupos Algebraicos y Teoría de Galois Diferencial | Teresa Crespo, Zbigniew Hajto                                                                                    | 2011               | ISBN 978-0-8218-5318-4 |
| 123  | Lectures on Linear Partial Differential Equations | Notas sobre Ecuaciones Diferenciales en Derivadas Parciales Lineales | Gregory Eskin | 2011               | ISBN 978-0-8218-5284-2 |
| 124  | Toric Varieties | | David A. Cox, John B. Little, Henry K. Schenck                                                                   | 2011               | ISBN 978-0-8218-4819-7 |
| 125  | Riemann Surfaces by Way of Complex Analytic Geometry | | Dror Varolin | 2011               | ISBN 978-0-8218-5369-6 |
| 126  | An Introduction to Measure Theory | Introducción a la Teoría de la Medida | Terence Tao | 2011               | ISBN 978-0-8218-6919-2 |
| 127  | Modern Classical Homotopy Theory | | Jeffrey Strom | 2011               | ISBN 978-0-8218-5286-6 |
| 128  | Tensors: Geometry and Applications | Tensores: Geometría y Aplicaciones | J. M. Landsberg                                                                                                  | 2012               | ISBN 978-0-8218-6907-9 |
| 129  | Classical Methods in Ordinary Differential Equations: With Applications to Boundary Value Problems                                                                          | Métodos Clásicos en Ecuaciones Diferenciales Ordinarias: Con Aplicaciones a Problemas de Valores de Frontera                                                                                | Stuart P. Hastings, J. Bryce McLeod                                                                              | 2012               | ISBN 978-0-8218-4694-0 |
| 130  | Gröbner Bases in Commutative Algebra | Bases de Gröbner en Álgebra Conmutativa | Viviana Ene, Jürgen Herzog                                                                                       | 2011               | ISBN 978-0-8218-7287-1 |
| 131  | Lie Superalgebras and Enveloping Algebras | Superálgebras de Lie y Álgebras Envolventes | Ian M. Musson | 2012               | ISBN 978-0-8218-6867-6 |
| 132  | Topics in Random Matrix Theory | Tópicos en la Teoría de Matrices Aleatorias | Terence Tao | 2012               | ISBN 978-0-8218-7430-1 |
| 133  | Hyperbolic Partial Differential Equations and Geometric Optics | Ecuaciones Diferenciales en Derivadas Parciales Hiperbólicas y la Óptica Geométrica | Jeffrey Rauch | 2012               | ISBN 978-0-8218-7291-8 |
| 134  | Analytic Number Theory: Exploring the Anatomy of Integers | Teoría Analítica de Números: Explorando la Anatomía de los Enteros | Jean-Marie De Koninck, Florian Luca                                                                              | 2012               | ISBN 978-0-8218-7577-3 |
| 135  | Linear and Quasi-linear Evolution Equations in Hilbert Spaces | Ecuaciones de Evolución Lineal y Cuasilineal en Espacios de Hilbert | Pascal Cherrier, Albert Milani                                                                                   | 2012               | ISBN 978-0-8218-7576-6 |
| 136  | Regularity of Free Boundaries in Obstacle-Type Problems | | Arshak Petrosyan, Henrik Shahgholian, Nina Uraltseva                                                             | 2012               | ISBN 978-0-8218-8794-3 |
| 137  | Ordinary Differential Equations: Qualitative Theory | Ecuaciones Diferenciales Ordinarias: Teoría Cualitativa | Luis Barreira, Claudia Valls                                                                                     | 2012               | ISBN 978-0-8218-8749-3 |
| 138  | Semiclassical Analysis | Análisis Semiclásico | Maciej Zworski                                                                                                   | 2012               | ISBN 978-0-8218-8320-4 |
| 139  | Knowing the Odds: An Introduction to Probability | | John B. Walsh | 2012               | ISBN 978-0-8218-8532-1 |
| 140  | Ordinary Differential Equations and Dynamical Systems | Ecuaciones Diferenciales Ordinarias y Sistemas Dinámicos | Gerald Teschl | 2012               | ISBN 978-0-8218-8328-0 |
| 141  | A Course in Abstract Analysis | Curso de Análisis Abstracto | John B. Conway                                                                                                   | 2012               | ISBN 978-0-8218-9083-7 |
| 142  | Higher Order Fourier Analysis | Análisis de Fourier de Orden Alto | Terence Tao | 2012               | ISBN 978-0-8218-8986-2 |
| 143  | Lecture Notes on Functional Analysis: With Applications to Linear Partial Differential Equations                                                                            | Notas sobre Análisis Funcional: Con Aplicaciones a Ecuaciones Diferenciales en Derivadas Parciales Lineales                                                                                 | Alberto Bressan                                                                                                  | 2013               | ISBN 978-0-8218-8771-4 |
| 144  | Dualities and Representations of Lie Superalgebras | | Shun-Jen Cheng, Weiqiang Wang                                                                                    | 2012               | ISBN 978-0-8218-9118-6 |
| 145  | The K-book: An Introduction to Algebraic K-theory | | Charles A. Weibel                                                                                                | 2013               | ISBN 978-0-8218-9132-2 |
| 146  | Combinatorial Game Theory | | Aaron N. Siegel                                                                                                  | 2013               | ISBN 978-0-8218-5190-6 |
| 147  | Matrix Theory | Teoría de Matrices | Xingzhi Zhan | 2013               | ISBN 978-0-8218-9491-0 |
| 148  | Introduction to Smooth Ergodic Theory | | Luis Barreira, Yakov Pesin                                                                                       | 2013               | ISBN 978-0-8218-9853-6 |
| 149  | Mathematics of Probability | Matemáticas de Probabilidad | Daniel W. Stroock                                                                                                | 2013               | ISBN 978-1-4704-0907-4 |
| 150  | The Joys of Haar Measure | | Joe Diestel, Angela Spalsbury                                                                                    | 2013               | ISBN 978-1-4704-0935-7 |
| 151  | Introduction to 3-Manifolds | Introducción a 3-Variedades | Jennifer Schultens                                                                                               | 2014               | ISBN 978-1-4704-1020-9 |
| 152  | An Introduction to Extremal Kähler Metrics | | Gábor Székelyhidi                                                                                                | 2014               | ISBN 978-1-4704-1047-6 |
| 153  | Hilbert's Fifth Problem and Related Topics | | Terence Tao | 2014               | ISBN 978-1-4704-1564-8 |
| 154  | A Course in Complex Analysis and Riemann Surfaces | Curso de Análisis Complejo y Superficies de Riemann | Wilhelm Schlag                                                                                                   | 2014               | ISBN 978-0-8218-9847-5 |
| 155  | An Introduction to the Representation Theory of Groups | Introducción a la Teoría de Representación de Grupos | Emmanuel Kowalski                                                                                                | 2014               | ISBN 978-1-4704-0966-1 |
| 156  | Functional Analysis: An Elementary Introduction | Análisis Funcional: Una Introducción Elemental | Markus Haase | 2014               | ISBN 978-0-8218-9171-1 |
| 157  | Mathematical Methods in Quantum Mechanics: With Applications to Schrödinger Operators                                                                                       | Métodos Matemáticos en Mecánica Cuántica: Con Aplicaciones a los Operadores de Schrödinger                                                                                                  | Gerald Teschl | 2014, 2.ª ed.      | ISBN 978-1-4704-1704-8 |
| 158  | Dynamical Systems and Linear Algebra | Sistemas Dinámicos y Álgebra Lineal | Fritz Colonius, Wolfgang Kliemann                                                                                | 2014               | ISBN 978-0-8218-8319-8 |
| 159  | The Role of Nonassociative Algebra in Projective Geometry | | John R. Faulkner                                                                                                 | 2014               | ISBN 978-1-4704-1849-6 |
| 160  | A Course in Analytic Number Theory | Curso en Teoría Analítica de Números | Marius Overholt                                                                                                  | 2014               | ISBN 978-1-4704-1706-2 |
| 161  | Introduction to Tropical Geometry | | Diane Maclagan, Bernd Sturmfels                                                                                  | 2015               | ISBN 978-0-8218-5198-2 |
| 162  | A Course on Large Deviations with an Introduction to Gibbs Measures | | Firas Rassoul-Agha, Timo Seppäläinen                                                                             | 2015               | ISBN 978-0-8218-7578-0 |
| 163  | Introduction to Analytic and Probabilistic Number Theory | Introducción a la Teoría de Números Analítica y Probabilistica | Gérald Tenenbaum                                                                                                 | 2015, 3ª ed.       | ISBN 978-0-8218-9854-3 |
| 164  | Expansion in Finite Simple Groups of Lie Type | | Terence Tao | 2015               | ISBN 978-1-4704-2196-0 |
| 165  | Advanced Modern Algebra, Part 1 | Álgebra Moderna Avanzada, Parte 1 | Joseph J. Rotman                                                                                                 | 2015, 3ª ed.       | ISBN 978-1-4704-1554-9 |
| 166  | Problems in Real and Functional Analysis | Problemas en Análisis Real y Funcional | Alberto Torchinsky                                                                                               | 2015               | ISBN 978-1-4704-2057-4 |
| 167  | Singular Perturbation in the Physical Sciences | Perturbación Singular en las Ciencias Físicas | John C. Neu | 2015               | ISBN 978-1-4704-2555-5 |
| 168  | Random Operators: Disorder Effects on Quantum Spectra and Dynamics | Operadores Aleatorios: Efectos de Desorden en Espectros Cuánticos y Dinámica | Michael Aizenman, Simone Warzel                                                                                  | 2015               | ISBN 978-1-4704-1913-4 |
| 169  | Partial Differential Equations: An Accessible Route through Theory and Applications                                                                                         | | András Vasy | 2015               | ISBN 978-1-4704-1881-6 |
| 170  | Colored Operads | | Donald Yau | 2016               | ISBN 978-1-4704-2723-8 |
| 171  | Nonlinear Elliptic Equations of the Second Order | Ecuaciones Elípticas No Lineales de Segundo Orden | Qing Han | 2016               | ISBN 978-1-4704-2607-1 |